# Anna prendi il fucile
Anna prendi il fucile (Annie Get Your Gun) è un film musicale del 1950 diretto da George Sidney e interpretato da Betty Hutton nel ruolo di Annie Oakley, da Howard Keel e da Louis Calhern nel ruolo di Buffalo Bill. Il film venne distribuito nelle sale il 17 maggio 1950 (in Italia uscì il 7 aprile 1951).

## Trama
Frank Butler, campione di tiro, costituisce la maggior attrattiva degli spettacoli di Buffalo Bill. Ma un giorno Frank trova una concorrente temibile in Anna Owkley, una ragazza di Cincinnati, che lo batte in una gara. Anna, semplice ragazza di campagna, s'innamora di Frank e per stargli vicino s'adatta a fargli da assistente, entrando a far parte del circo di Buffalo Bill. I direttori del circo persuadono Anna a presentarsi al pubblico in un numero speciale, che ottiene un successo strepitoso, oscurando la fama di Frank. Questi, indispettito, lascia Anna e Buffalo Bill ed entra a far parte d'una troupe concorrente. Anna segue Buffalo Bill in Europa, dove il circo ottiene notevoli successi; ma al ritorno la compagnia si trova in difficoltà finanziarie. Per iniziativa dei dirigenti la compagnia di Buffalo Bill si fonde con l'altra, della quale fa parte Frank. Anna e Frank si trovano di nuovo riuniti, ma il desiderio, vivo in entrambi, di primeggiare provoca ancora dei dissidi, finché Anna cede volontariamente e generosamente all'amato la palma della vittoria.

## Produzione
Ispirato alla figura di Ann Oakley, una leggendaria tiratrice che fece parte del circo di William "Bill" Cody, detto Buffalo Bill, il film non ha tuttavia alcuna aderenza con la realtà storica.
Il film fu prodotto dalla Metro-Goldwyn-Mayer e venne girato nel 1949 ai Metro-Goldwyn-Mayer Studios al 10202 di W. Washington Blvd. con un budget stimato di 3.768.785 dollari.

## Distribuzione
Distribuito dalla Metro-Goldwyn-Mayer, il film uscì nelle sale cinematografiche USA il 17 maggio 1950. A fronte di un investimento di 3.768.785 dollari, ne incassò 8.000.000 solo sul mercato statunitense. Il film fu distribuito in tutto il mondo con molte riedizioni nel corso degli anni (dal 1961 al 2004); è stato ripubblicato in VHS e in DVD.
Sul mercato italiano sono uscite due edizioni Home-Video del film in Dvd. La prima, nel formato originale 1,33:1, è stata distribuita da A&R Productions. Dal 2019 esiste un'altra edizione italiana Home-Video del film, inclusa come Extra nel DVD del film "Torna con me" (1950), in doppio formato video: originale 1,33:1 e anamorfico 1,78:1.

## Riconoscimenti
- Premi Oscar 1951: Oscar alla migliore colonna sonora (musical)